# 예천권씨 용문재사
예천권씨 용문재사(醴泉權氏 龍門齋舍)는 경상북도 예천군 용문면에 있는 조선시대의 목조 건축물이다. 2015년 11월 23일 경상북도의 문화재자료 제633호로 지정되었다.

## 개요
예천권씨 용문재사는『초간일기』와『금서집』의 기록에 따르면 16세기 말에 건립되어 19세기에 중건된 예천권씨 종중 재사이다.『초간일기』와『대동운부군옥』을 남긴 권문해와 그의 부 권지의 묘소와 그 후손의 묘소 제사를 위한 재사로서의 역할을 이어 오고 있다.
재사로서의 유래가 오래되고 관련 인물 권문해의 저술 목판, 초간정, 종택 등도 같은 지역에 문화재로 지정·보존되고 있으며, 一자형 평면의 간소한 외관과 더불어, 간결하고 치밀하게 구성된 내·외부 공간구성과 흔치않은 창호의 개폐방식 등에서 전통건축의 특징을 찾아볼 수 있는 점 등 문화재로 지정되어 보존되어야 할 가치가 있다.

## 같이 보기
- 권문해
- 대동운부군옥

## 참고 자료
- 예천권씨 용문재사 - 국가유산청 국가유산포털